# Galluis

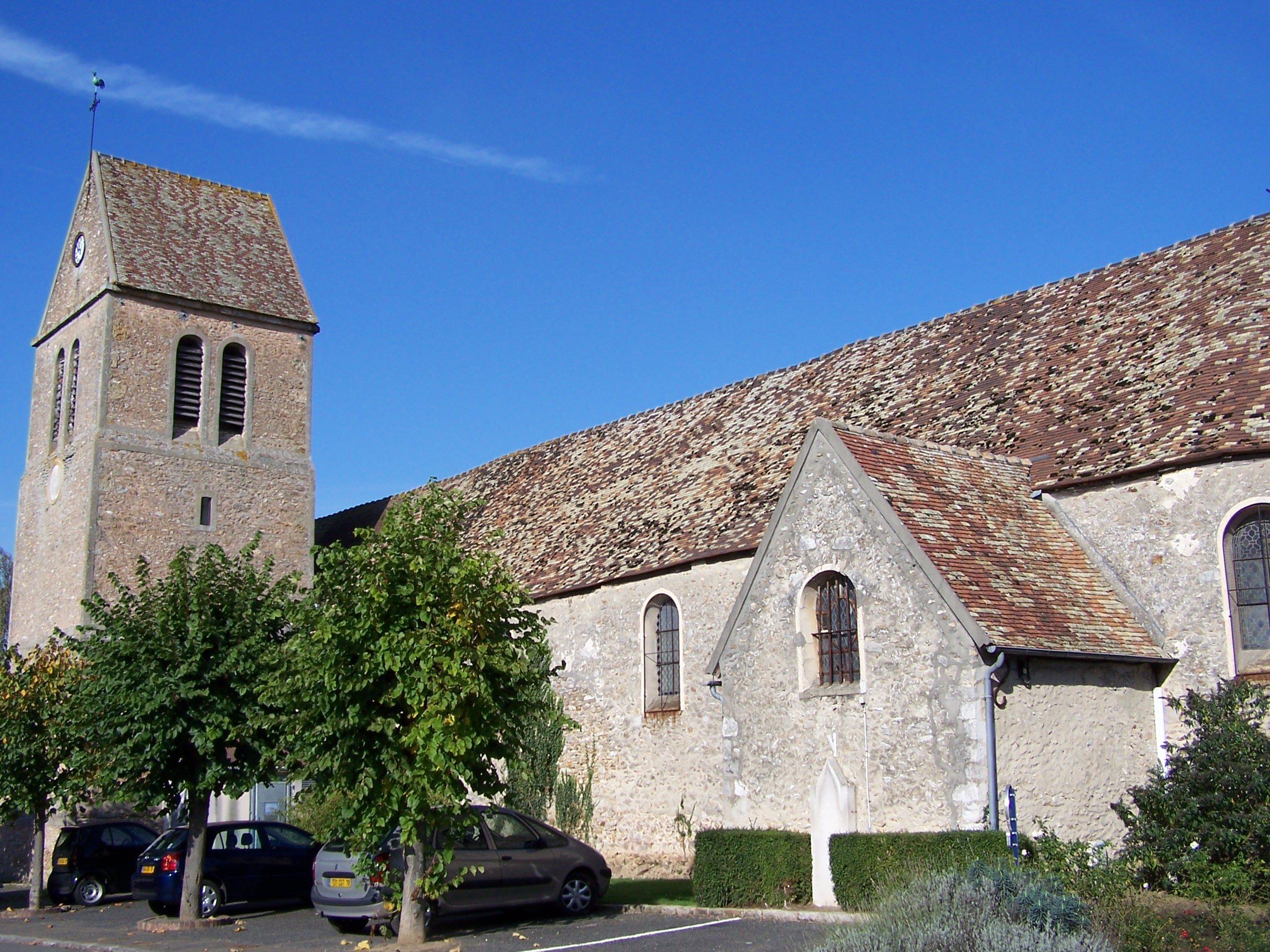
Iglesia de San Martín

Galluis es un pueblo y comuna en el departamento Yvelines, en el norte de Francia.

## Geografía
- Es una comuna rural y boscosa, que en su parte sur linda con el bosque de Rambouillet. Linda con las comunas de Méré, Grosrouvre, La Queue-les-Yvelines y Boissy-sans-Avoir.
- Está regada por el río Lieutel, un afluente del Mauldre, que nace en la comuna y recorre sus límites al oeste y  noroeste.
- La atraviesa de este a oeste la carretera nacional 12 y la línea férrea París-Dreux.

## Demografía
| 548 | 671 | 746 | 816 | 928 | 1051 |
| Para los censos de 1962 a 1999 la población legal corresponde a la población sin duplicidades (Fuente: INSEE [Consultar]) |     |     |     |     |      |

## Historia
- Hay restos de la época galo-romana.
- En 1883 la comuna de La Queue-les-Yvelines se separó de Galluis al desmembrase la antigua comuna Galluis-la-Queue.

### Monumentos
- Iglesia de San Martín, del siglo XIII.
- Castillo de Lieutel, del siglo XIV.

## Economía
- Agricultura.
- Turismo residencial.

## Galería

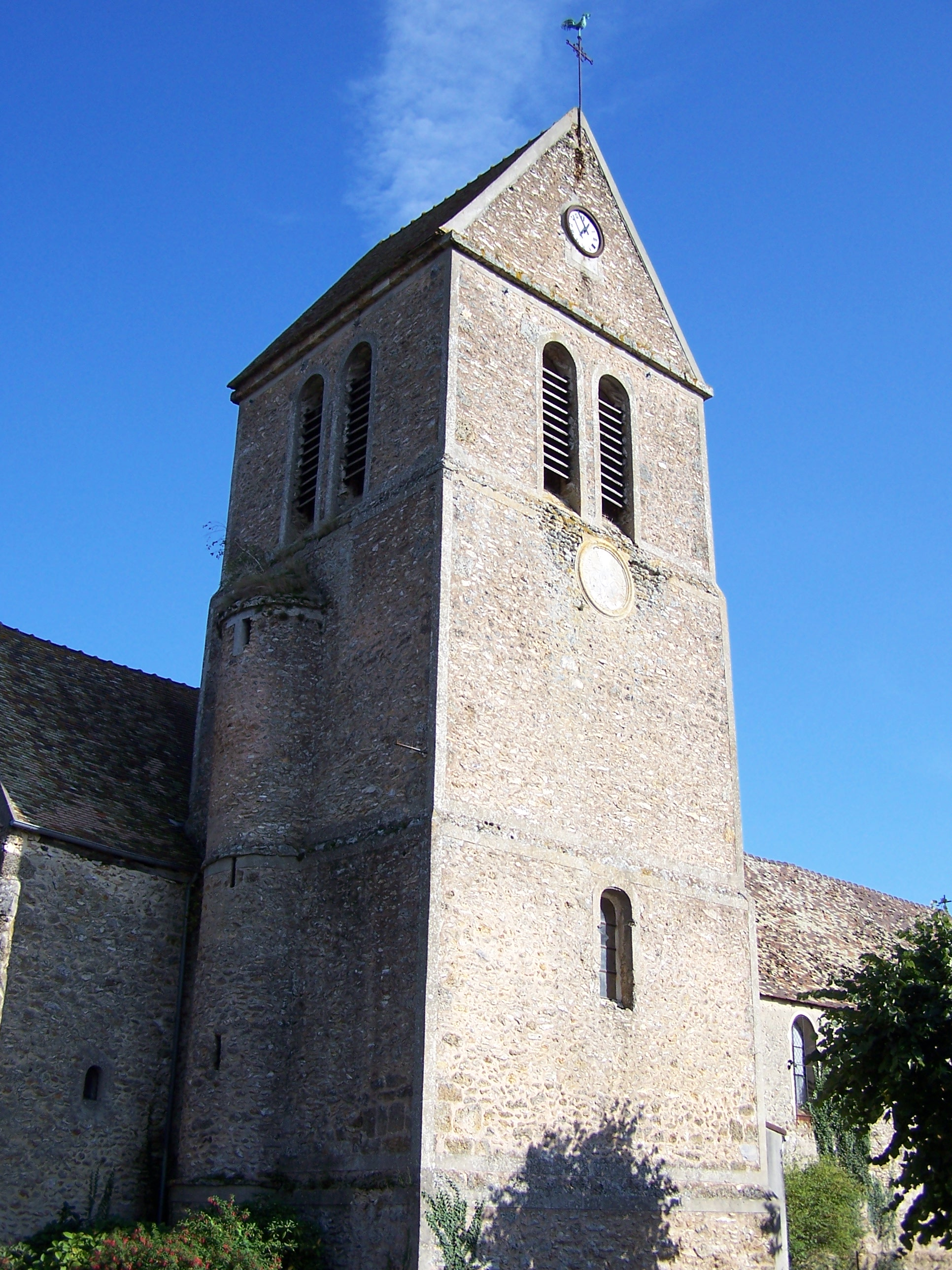
Campanario de San Martín.
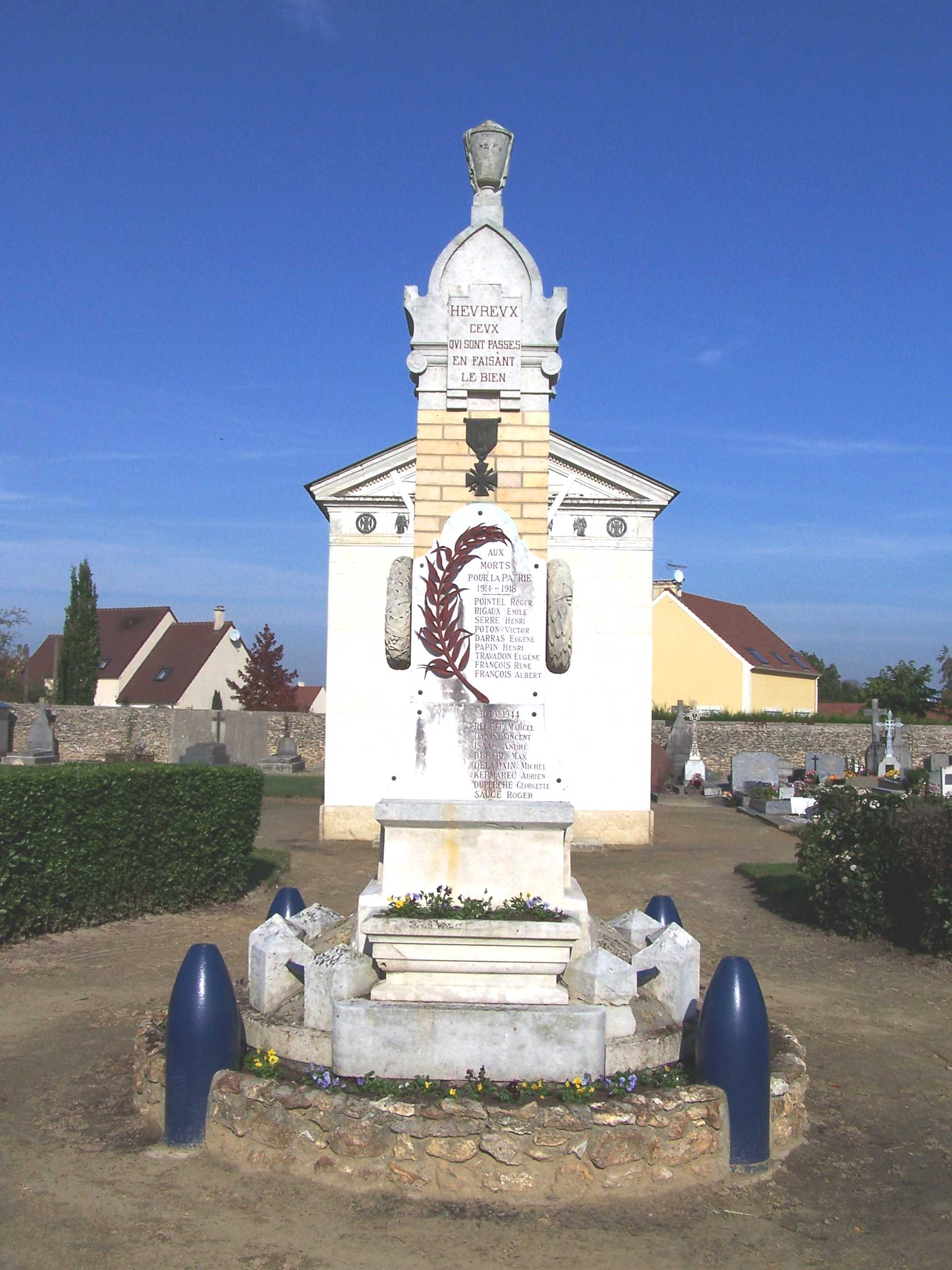
Monumento a los difuntos.
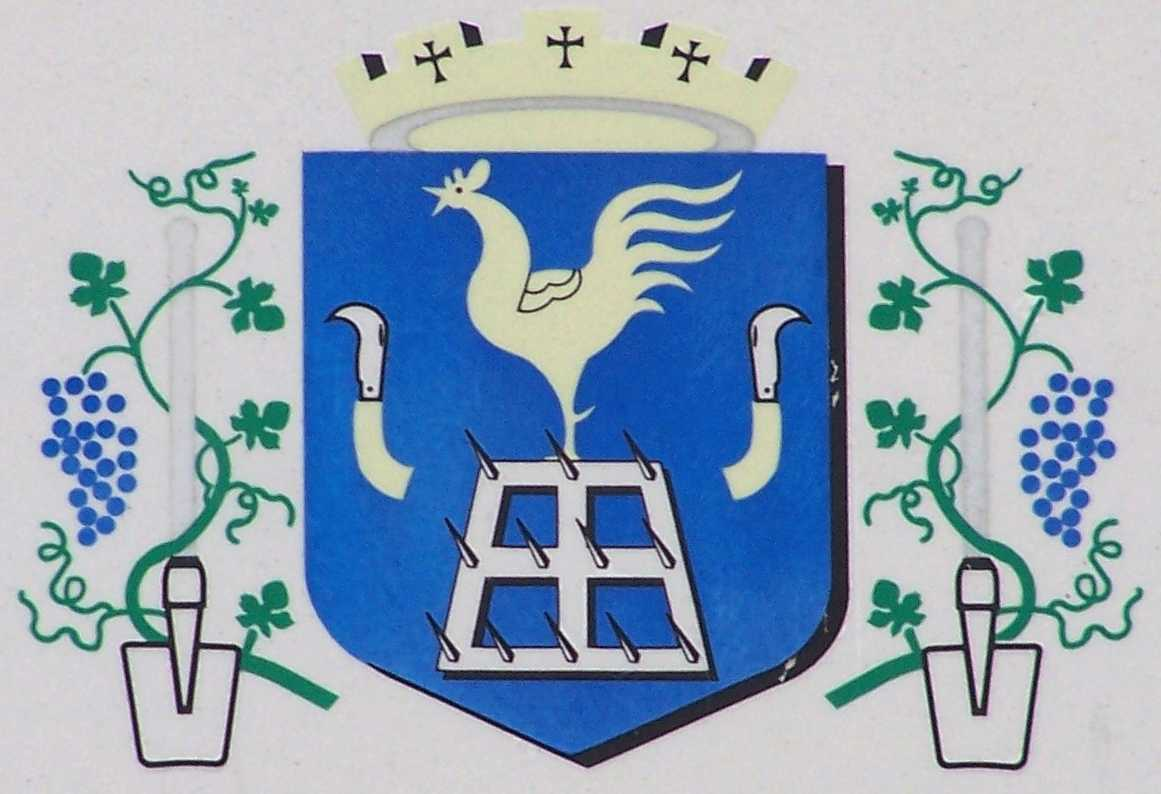
Escudo.